# Вепринац
Вепринац је насељено место у саставу града Опатије у Приморско-горанској жупанији, Република Хрватска.

## Историја
До територијалне реорганизације у Хрватској налазио се у саставу старе општине Опатија.

## Становништво
На попису становништва 2011. године, Вепринац је имао 981 становника.
| година пописа  | 1857 | 1869 | 1880 | 1890 | 1900 | 1910 | 1921 | 1931 | 1948 | 1953 | 1961 | 1971 | 1981 | 1991 | 2001 | 2011 |
| бр. становника | 840  | 858  | 802  | 913  | 1330 | 1930 | 1821 | 2586 | 605  | 603  | 583  | 577  | 646  | 736  | 853  | 981  |

Напомена: 1896. исказано под именом Бернардова, а Вепринац и Бернардова од 1880. до 1910. У пописима 1857, 1869, 1921, и 1931. садржи податке за насеље Ичићи, и бивше насеље Вашанска.

## Попис1991.
На попису становништва 1991. године, насељено место Вепринац је имало 736 становника, следећег националног састава:
| Попис 1991.‍  | Попис 1991.‍  | Попис 1991.‍ | Попис 1991.‍ | Попис 1991.‍ |
| ------------ | ------------ | ----------- | ----------- | ----------- |
|              |              |             |             |             |
| Хрвати       | Хрвати       |             | 622         | 84,51%      |
| Срби         | Срби         |             | 22          | 2,98%       |
| Југословени  | Југословени  |             | 19          | 2,58%       |
| Словенци     | Словенци     |             | 9           | 1,22%       |
| Италијани    | Италијани    |             | 5           | 0,67%       |
| Црногорци    | Црногорци    |             | 3           | 0,40%       |
| Немци        | Немци        |             | 2           | 0,27%       |
| остали       | остали       |             | 3           | 0,40%       |
| неопредељени | неопредељени |             | 22          | 2,98%       |
| регион. опр. | регион. опр. |             | 20          | 2,71%       |
| непознато    | непознато    |             | 9           | 1,22%       |
| укупно: 736  |              |             |             |             |